# Jacques Abtey
Jacques Abtey, nato Maurice-Leonard Abtey (Pfastatt, 16 settembre 1908 – Sarlat-la-Canéda, 9 marzo 1998), è stato un agente segreto francese in servizio presso l'intelligence e il controspionaggio francesi.
Ha particolarmente dimostrato le sue qualità contro i tedeschi durante la seconda guerra mondiale ed è noto alle cronache per aver arruolato Joséphine Baker nel controspionaggio.